# Viviers (Mozela)
Viviers – miejscowość i gmina we Francji, w regionie Grand Est, w departamencie Mozela.
Według danych na rok 1990 gminę zamieszkiwało 131 osób, a gęstość zaludnienia wynosiła 18 osób/km² (wśród 2335 gmin Lotaryngii Viviers plasuje się na 914. miejscu pod względem liczby ludności, natomiast pod względem powierzchni na miejscu 809.).